# Avahi du Sambirano
Avahi unicolor · Avahi unicolore
Espèce
Statut de conservation UICN

 CR B1ab(i,iii) : 
En danger critique
Statut CITES
L'Avahi du Sambirano ou Avahi unicolore (Avahi unicolor) est une espèce de primate lemuriformes de la famille des Indriidae.

## Distribution
Cette espèce est endémique de Madagascar, elle ne se rencontre qu'au sud de la région de Diana et au nord de la  région de Sofia.